# Ugljari
Ugljari (cyr. Угљари) – wieś w Bośni i Hercegowinie, w Republice Serbskiej, w mieście Zvornik. W 2013 roku liczyła 345 mieszkańców.